# ا گربه
ا گربه (به اسپانیایی: O Grove) یک شهرستان در اسپانیا است.